# Igreja Carmelita

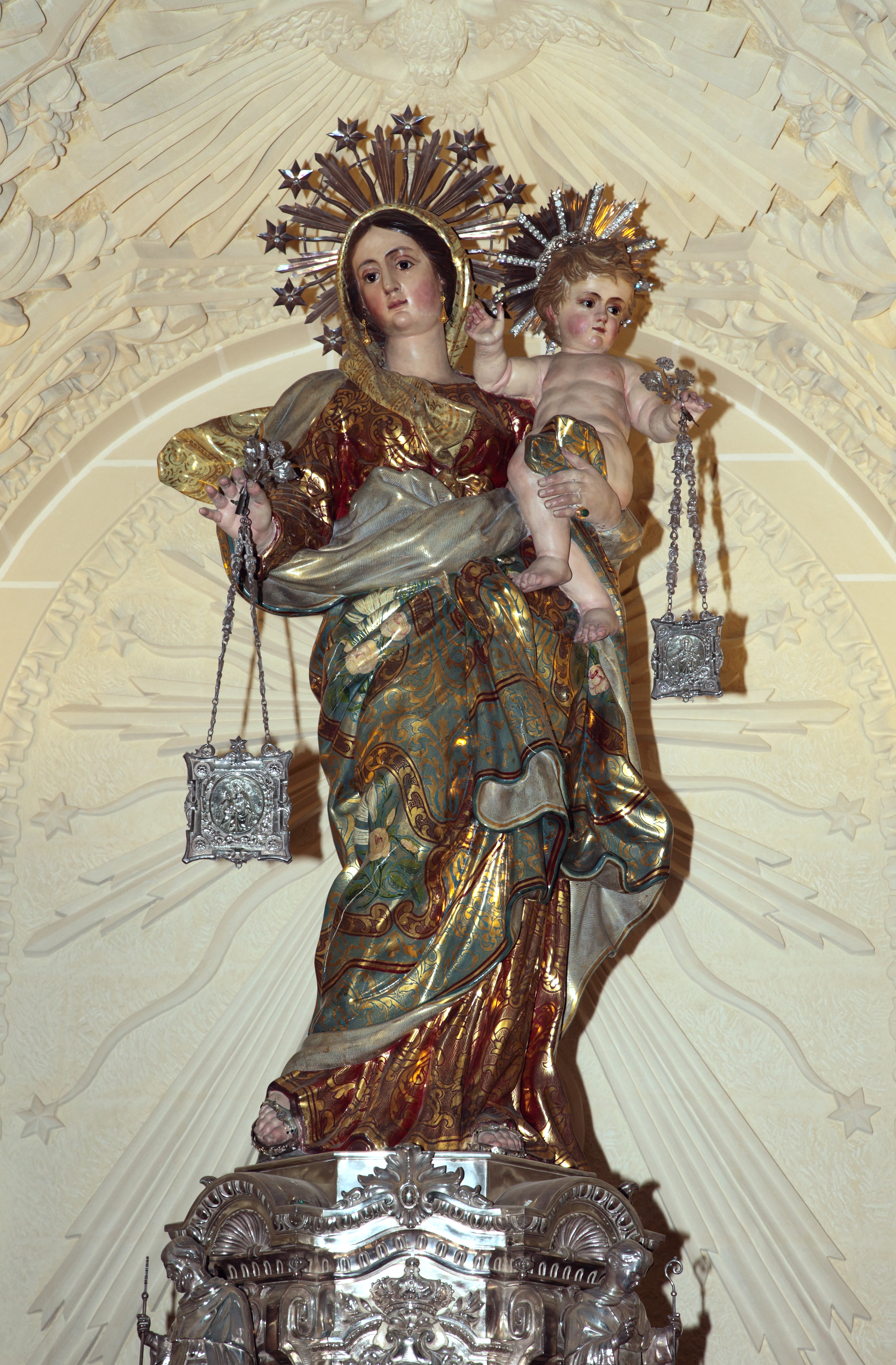
Virgem Maria com o menino Jesus na Igreja Carmelita

A Igreja Carmelita ou Basílica de Nossa Senhora do Monte Carmelo (em maltês:  Bażilika Santwarju tal-Madonna tal-Karmnu) é uma igreja católica romana na capital Valletta, na ilha de Malta. É uma das igrejas mais famosas e principais atrativos turísticos de Valletta, e faz parte do Patrimônio Mundial da UNESCO que inclui toda a cidade.

## Igreja original
A primeira igreja foi dedicada à Anunciação. Foi construído por volta de 1570 com base nos projetos de Girolamo Cassar. No século XVII, foi entregue aos Carmelitas e, assim, recebeu o atual mecenato de Nossa Senhora do Carmo. A fachada foi redesenhada em 1852 por Giuseppe Bonavia. Em 15 de maio de 1895, o Papa Leão XIII elevou a igreja à categoria de Basílica Menor. A igreja foi seriamente danificada durante a Segunda Guerra Mundial e teve que ser reconstruída.

## Basílica atual

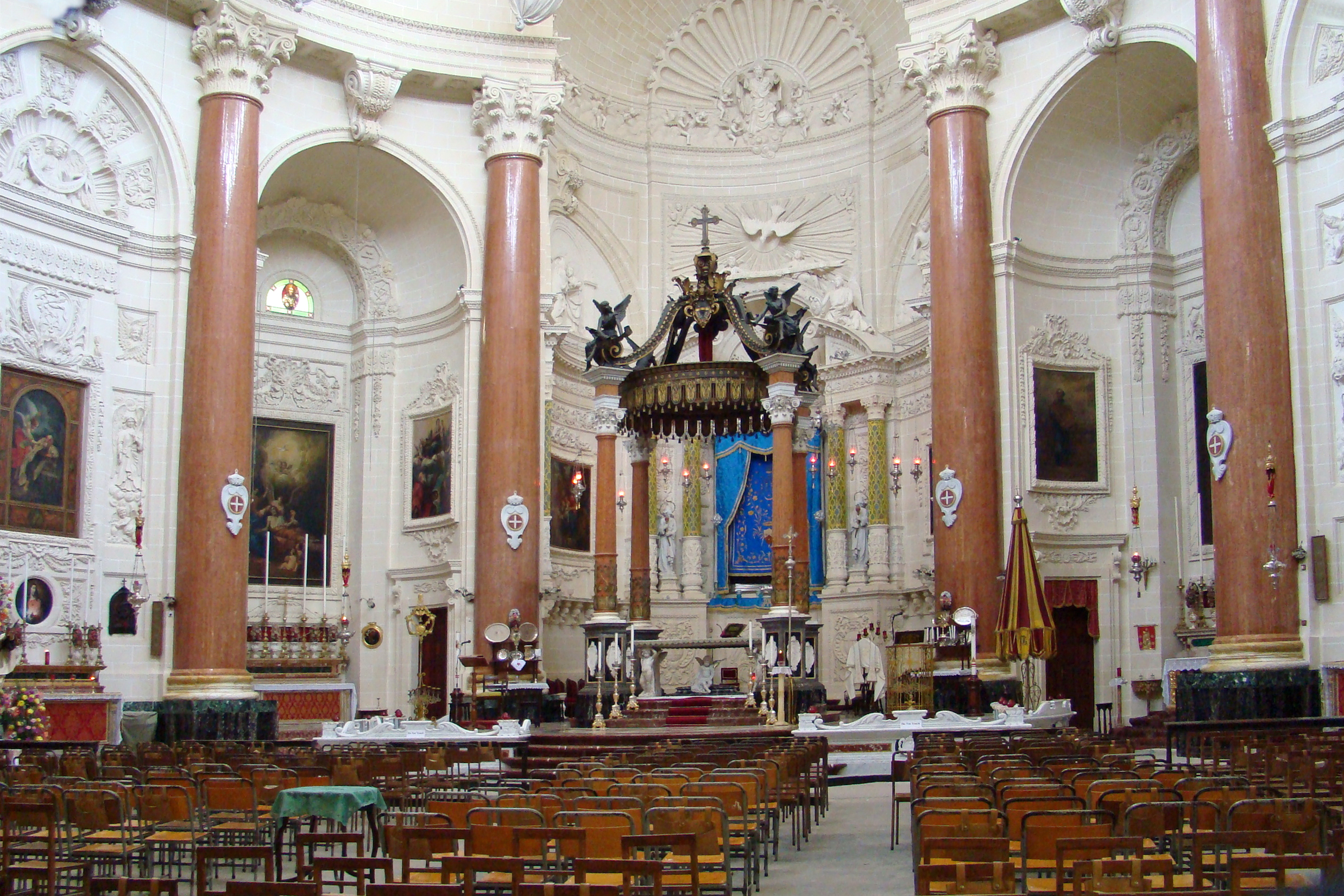
Interior da Basílica

A nova igreja foi construída de 1958 a 1981. Foi consagrada em 1981. A cúpula oval de 42 metros de altura domina o horizonte da cidade e o porto de Marsamxett. É mais alto do que o campanário da Catedral Anglicana imediatamente adjacente em Valletta. A atração principal do interior é uma pintura de Nossa Senhora do Carmo, datada do início do século XVII.
As lápides de Caterina Vitale e Caterina Scappi estão expostas na entrada da igreja.
O interior foi esculpido por Joseph Damato ao longo de 19 anos. Impressionantes são as colunas de mármore vermelho.
O edifício da igreja está listado no Inventário Nacional de Bens Culturais das Ilhas Maltesas.